# Black Pistol Fire
Black Pistol Fire to kanadyjski duet rockowy. W skład zespołu wchodzą Kevin McKeown (gitara i wokal) oraz Eric Owen (bębny). Po wypróbowaniu swoich sił w stanach Toronto i Ontario, grupa ruszyła dalej do Austin w Teksasie. Duet powstał w roku 2011 i jest aktywny do teraz.

## Dyskografia
- 2011: Black Pistol Fire

1. Cold Sun
2. Suffocation Blues
3. Where You Been Before
4. Jezebel Stomp
5. You're Not the Only One
6. Trigger on My Fire
7. Sort Me Out
8. Black Eyed Susan
9. Silent Blue
10. Without Love
11. Bottle Rocket
12. So Heavy

- 2012: Big Beat '59

1. Beelzebub
2. Stripes or Keys
3. Crows Feet
4. Busted and Blue
5. Hot Mess
6. Young Blood
7. Bombs and Bruises
8. Lay Low
9. Slow Burn
10. Dead Love

- 2014: Hush or Howl

1. Alabama Coldсock
2. Dimestore Heartthrob
3. Baby Ruthless
4. Your Turn To Cry
5. Hipster Shakes
6. Run Rabbit Run
7. Honeydripper
8. Blue Eye Commotion
9. Hush
10. Show Pony
11. Grease My Wheel

- 2017: Deadbeat Graffiti[1]

1. Lost Cause
2. Bully
3. Last Ride
4. Speak of the Devil
5. Don't Ask Why
6. Hearts of Habit
7. Fever Breaks
8. Coattail Rider
9. Blue Dream
10. Eastside Racket
11. Watch It Burn
12. Yet Again

Track 1 : OST Mechanic Ressurection (Jason Statham)